# 张允 (荆州)
张允（生卒年不詳），东汉末期的人物，刘表之外甥，曾与蔡瑁共同支持刘琮继承刘表地位。
他与蔡瑁一同受到刘表的信任。此外，在继承人问题上，他支持作为蔡瑁侄女婿的刘琮继承家业，谋划排挤刘琮兄长刘琦。当刘表病情加重时，正在江夏驻守的刘琦返回探望。张允和蔡瑁猜测，若让刘琦与刘表见面，刘表可能会重新考虑继承人选，于是找借口将刘琦赶走。刘表死后刘琮继承父位，但不久后曹操开始进攻荆州，刘琮不战而降。关于张允，史书上再没有更多的记载。
《三国演义》描述曹操取得荆州后，与蔡瑁一起担任水军都督，后被周瑜以“反间计”除去。